# Call of Duty: Black Ops
A Call of Duty: Black Ops egy 2010-es, belső nézetes lövöldözős játék, amelyet a Treyarch fejlesztett és az Activision adott ki. A játék világszerte 2010 novemberében jelent meg Windows, PlayStation 3, Wii és Xbox 360 platformokra, valamint Nintendo DS-re. Ez a Call of Duty sorozat hetedik része, és a Call of Duty: World at War közvetlen folytatása.

## Játékmenet
A Black Ops egy belső nézetes lövöldözős játék, amely megtartja a korábbi Call of Duty részek játékmeneti alapjait. A játékos egy gyalogsági katonát irányít, aki különféle lőfegyvereket használhat (egyszerre legfeljebb kettőt vihet magával), gránátokat és más robbanószereket dobhat, valamint egyéb eszközöket is fegyverként használhat. Ha a játékos elég közel kerül egy ellenséghez, egyetlen késszúrással megölheti azt. A karakter háromféle testhelyzetet vehet fel: álló, guggoló és hasaló. Ezek mindegyike befolyásolja a mozgás sebességét, a pontosságot és a rejtőzködést. A játékos futás közben azonnal lehasalhat az úgynevezett „delfinugrással” (dolphin diving), illetve rövid ideig sprintelhet, mielőtt meg kellene állnia. A képernyő pirosan kezd világítani, ha a játékos sérülést szenved, jelezve az egészségi állapot romlását – ez azonban idővel automatikusan regenerálódik. Ha a karakter egy éles gránát robbanási sugarán belül tartózkodik, a képernyőn egy jelzés mutatja a gránát helyzetét a játékoshoz képest, ezzel segítve a menekülést vagy a visszadobást. A Black Ops-ban több új fegyver is megjelenik a sorozatban, például: számszeríjak, amelyek hagyományos nyilakat vagy robbanó tölteteket lőnek ki, egy különleges sörétes puska, amely „Dragon's Breath” lőszert használ (ez tüzes lövedékeket lő ki), illetve ballisztikus kések, amelyeket távolra is ki lehet lőni. A játékos az egyjátékos kampány során különböző karakterek szerepét veszi át, így a történet folyamán  folyamatosan változik a nézőpont. A játszható karakterek titkos ügynökök, akik ellenséges vonalak mögött hajtanak végre fedett műveleteket. Minden küldetés több célkitűzést tartalmaz, amelyeket a képernyőn megjelenő HUD jelez, megmutatva az irányt és a távolságot – akárcsak a korábbi részekben. A játékos mellett végig baráti egységek harcolnak.

## Cselekmény
|  | Alább a cselekmény részletei következnek! |

1961 áprilisában a CIA ügynökei, Alex Mason, Frank Woods és Joseph Bowman részt vesznek a 40-es hadműveletben, amelynek célja Fidel Castro meggyilkolása és a CIA által támogatott kubai emigránsok segítése a Disznó-öbölbeli invázió során. Mason megöli Castro hasonmását, majd hátramarad, hogy fedezze Woods és Bowman menekülését a kimenekítő repülőgépre. Ezt követően fogságba esik, és az igazi Castro átadja őt a szovjet hadsereg vezérőrnagyának, Nyikita Dragovicsnak. Masont egy brutális gulágba, a Vorkutának nevezett börtönbe zárják, ahol összebarátkozik Viktor Reznovval, a volt Vörös Hadsereg katonájával. Reznov elmeséli Masonnak Dragovics, Lev Kravcsenko ezredes és Friedrich Steiner volt náci tudós történetét. 1945 októberében Reznov és bajtársa, Dimitrij Petrenko Kravcsenko és Dragovics parancsára titkos szovjet műveletben vettek részt, melynek célja Steiner kimenekítése volt egy Baffin-szigeti titkos náci bázisról. Steiner dezertálni akart, és cserébe elárulta egy leállított teherszállító hajó helyét, amely Nova 6 nevű vegyifegyvert szállított – ezt eredetileg Hitler számára fejlesztette ki. Dragovics azonban elárulta Reznovot, mert saját szemével akarta látni a fegyver hatását. Reznovnak végig kellett néznie, ahogy Petrenko borzalmas módon meghal a gáz hatására. Őt magát csak azért kímélték meg, mert brit kommandósok – akik szintén meg akarták szerezni a Nova 6-ot – rajtaütöttek a hajón. Reznov végül menekülés közben felrobbantotta a hajó fedélzetén lévő V–2 rakétákat, hogy senki ne használhassa a fegyvert, így elpusztítva a Nova 6-ot is. Ezután a szovjetek elfogták őt, és Vorkutára küldték. Később a szovjetek Daniel Clarke brit tudós segítségével újraalkották a Nova 6-ot. 1963 októberében Mason és Reznov lázadást robbantanak ki a vorkutai börtönben, hogy megszökhessenek; Reznov hátramarad, hogy biztosítsa Mason menekülését, és elfogják. Miután Mason visszatér az Egyesült Államokba, felettese, Jason Hudson kihallgatja őt, majd részt vesz egy Pentagonban tartott találkozón John F. Kennedy elnökkel, aki engedélyezi Dragovics likvidálását célzó küldetést. A megbeszélés alatt Mason fejében különös számok visszhangzanak, és erőszakos látomások gyötrik. Mason, Woods és Bowman ezután a bajkonuri űrközpontba indulnak, hogy megzavarják a szovjet űrprogramot és kiiktassák az „Ascension” nevű szovjet program tagjait, amely náci tudósoknak biztosít menedéket. A csapat kiszabadítja Grigorij Weavert, egy CIA-ügynököt, aki beépült az intézménybe, de lelepleződött és Kravcsenko megkínozta. . A művelet során a csapat megsemmisíti a Szojuz űrhajót, miközben Dragovics látszólag életét veszti egy autórobbanásban. Mason azonban nem hiszi el, hogy Dragovics valóban meghalt, és az elkövetkező öt évet azzal tölti, hogy a nyomára bukkanjon. 1968 januárjában Mason csapatát Vietnámba küldik a MACV-SOG kötelékében. Miután sikeresen megvédik Khe Sanh bázisát egy észak-vietnámi támadással szemben, egy aktát szereznek meg Dragovicsról egy orosz dezertőrtől, akit a Huế városában állomásozó észak-vietnámi hadsereg tart fogva a Tet-offenzíva idején – a dezertőr nem más, mint Reznov. Kravcsenko hollétének felderítése céljából a csapat Laoszba hatol be, hogy megszerezzen egy Nova 6-szállítmányt egy lezuhant szovjet repülőgépből. A becsapódási helyszínen azonban a Vietkong és a Szpecnaz egységei elfogják őket. Bowmant később kivégzik egy kényszerített orosz rulett játék során, de Woodsnak és Masonnak sikerül megszöknie, elfoglalnak egy Mi-24 Hind helikoptert, és megbénítják a Ho Si Minh-ösvény egy részét, mielőtt megtámadják Kravcsenko bázisát. Itt Mason újra találkozik Reznovval. Woods leszúrja Kravcsenkót, ám az aktiválja a testére erősített gránátokat, így Woods kénytelen őt kilökni az ablakon együtt saját magával, mielőtt azok felrobbannának; mindkettőjüket halottnak hiszik. Közben Hudson és Weaver kihallgatják Clarke-ot a Kowloon Walled Cityben. Clarke elárulja, hogy a Yamantau hegységben található egy létesítmény, majd Dragovics emberei megölik. Hudson és Weaver behatolnak a létesítménybe, és megsemmisítik azt, mielőtt egy adást kapnak Steiner doktortól, aki találkozót kér az Aral-tavon lévő Rebirth-szigeten, mivel attól tart, hogy Dragovics meg fogja ölni, hogy eltüntesse a Nova 6 nyomait. Mason – látszólag önkényesen cselekedve – odautazik Reznovval, hogy megölje Steinert, és sikerrel is jár, épp akkor, amikor Hudson és Weaver megérkeznek. Mason úgy hiszi, hogy Reznov végzett Steinerrel, ám Hudson és Weaver őt látják, amint egyedül hajtja végre a kivégzést, miközben magát Reznovnak nevezi. Steiner halála után Mason az egyetlen, aki ismeri Dragovics „számszignál-állomásának” helyét, ezért Hudson és Weaver megkezdik a kihallgatását. Hudson elmagyarázza, hogy Dragovics minden amerikai szövetségi állam fővárosában alvóügynököket helyezett el. Ezek az ügynökök a „számok állomásáról” sugárzott kódsorozat hatására aktiválódnának, és szabadjára engednék a Nova 6 gázt, ezzel utat nyitva egy szovjet invázió előtt. Válaszul az Egyesült Államok DEFCON 2-es készültségi szintre emelkedik, és megelőző nukleáris csapásra készül a Szovjetunió ellen. Hudson felfedi, hogy Dragovics Vorkutában mosta át Mason agyát, hogy alvó ügynökké váljon, és végül meggyilkolja John F. Kennedy elnököt. Azonban Reznov közbelépett, és „átprogramozta” Masont: saját bosszúja érdekében a célpontokat Dragovicsban, Kravcsenkóban és Steinerben jelölte ki – azokban, akik elárulták őt és megölték Petrenkót 1945-ben. Hudson közli, hogy az igazi Reznov a vorkutai szökés során meghalt; Mason látomásai róla csupán a programozás és agymosás mellékhatásai voltak. Mason végül visszaemlékezik: Dragovics adóállomása a Rusalka nevű orosz hajón van, a Mexikói-öbölben. Mason, Hudson és Weaver vezetésével támadás indul a hajó ellen, az amerikai haditengerészet támogatásával. Miközben Weaver a hajó fedélzetét biztosítja, Mason és Hudson lemerülnek, és behatolnak a tengerfenék alatt található víz alatti szovjet tengeralattjáró-bázisra. Masonnek sikerül leállítania a számok sugárzását, és megöli Dragovicsot. Ezután Hudsonnal együtt visszajutnak a felszínre, ahol Weaver győzelmet hirdet. Felvételek, amelyek John F. Kennedy elnököt mutatják a meggyilkolása előtti napon, 1963. november 22-én a dallasi Love Field repülőtéren, azt sugallják, hogy Mason jelen volt a helyszínen. Ez felveti a lehetőséget, hogy Mason talán mégis végrehajtotta az eredeti programozását, vagy legalábbis odavonzotta a tudatalatti parancs, amelyet Dragovics ültetett el benne.
|  | Itt a vége a cselekmény részletezésének! |

## Fejlesztés
2009 májusában olyan pletykák kezdtek keringeni, hogy a kiadó Activision vietnámi háborús korszakból származó zenék licencelésén dolgozik, ami találgatásokhoz vezetett, hogy a Call of Duty 7 Vietnám idején fog játszódni. 2009 novemberében – néhány nappal a Modern Warfare 2 megjelenése előtt – az Activision hivatalosan is bejelentette, hogy 2010-ben új Call of Duty-játék érkezik, erről a harmadik negyedéves pénzügyi beszámolójukban számoltak be. 2010 februárjában egy Call of Duty 7-hez kapcsolódó castingfelhívás alapján sokan úgy vélték, hogy a játék a hidegháború korszakában fog játszódni, és egyes csaták Dél-Vietnámban zajlanak majd. A találgatások 2010. április 30-án értek véget, amikor a játékot hivatalosan is Black Ops címmel jelentették be.

## Fogadtatás
| Összegzőoldal | Értékelés |
| ------------- | --------- |
| Metacritic    | 87/100    |

| Szerző         | Értékelés |
| -------------- | --------- |
| 1Up.com        | A-        |
| Destructoid    | 6/10      |
| Edge           | 7/10      |
| Eurogamer      | 8/10      |
| Famicú         | 39/40     |
| Game Informer  | 9/10      |
| GamePro        | 5/5       |
| GameSpot       | 9/10      |
| GameSpy        | 4/5       |
| GamesRadar+    | 9/10      |
| GameTrailers   | 9,3/10    |
| Giant Bomb     | 4/5       |
| IGN            | 8,5/10    |
| OXM (UK)       | 9/10      |
| OXM (US)       | 9,5/10    |
| PC Gamer (UK)  | 64/100    |
| The Guardian   | 5/5       |
| VideoGamer.com | 6/10      |
| X-Play         | 5/5       |

A Call of Duty: Black Ops „általánosságban pozitív” értékeléseket kapott a kritikusoktól – a Metacritic véleményösszesítő oldal szerint.
A GameSpot 10-ből 9 pontra értékelte a Call of Duty: Black Ops-ot, és így fogalmazott: „A Call of Duty: Black Ops nagyszerűen viszi tovább a sorozat hagyományait, lebilincselő kampányt és izgalmas többjátékos módot kínál.”
Az Edge magazin kevésbé volt elragadtatva: 7/10-re értékelte a Call of Duty: Black Ops-ot, és ezt írta: „Bármennyire is csiszolt, látványos és szórakoztató a Black Ops, inkább tűnik éves frissítésnek, mint valódi folytatásnak – semmilyen fontos szempontból nem különbözik elődeitől.”

## Díjak, elismerések
| Év   | Díj             | Kategória                           | Eredmények |
| ---- | --------------- | ----------------------------------- | ---------- |
| 2011 | D.I.C.E. Awards | Az év játéka                        | Jelölve    |
| 2011 | D.I.C.E. Awards | Az év akciójátéka                   | Jelölve    |
| 2011 | D.I.C.E. Awards | Az év online játéka                 | Jelölve    |
| 2011 | D.I.C.E. Awards | Kiemelkedő teljesítmény animációban | Jelölve    |
| 2011 | D.I.C.E. Awards | Kiemelkedő műszaki teljesítmény     | Jelölve    |

## Fordítás
Ez a szócikk részben vagy egészben  a   Call of Duty: Black Ops című angol Wikipédia-szócikk ezen változatának fordításán alapul.  Az eredeti cikk szerkesztőit annak laptörténete sorolja fel. Ez a jelzés csupán a megfogalmazás eredetét és a szerzői jogokat jelzi, nem szolgál a cikkben szereplő információk forrásmegjelöléseként.